# Paul Armin Edelmann

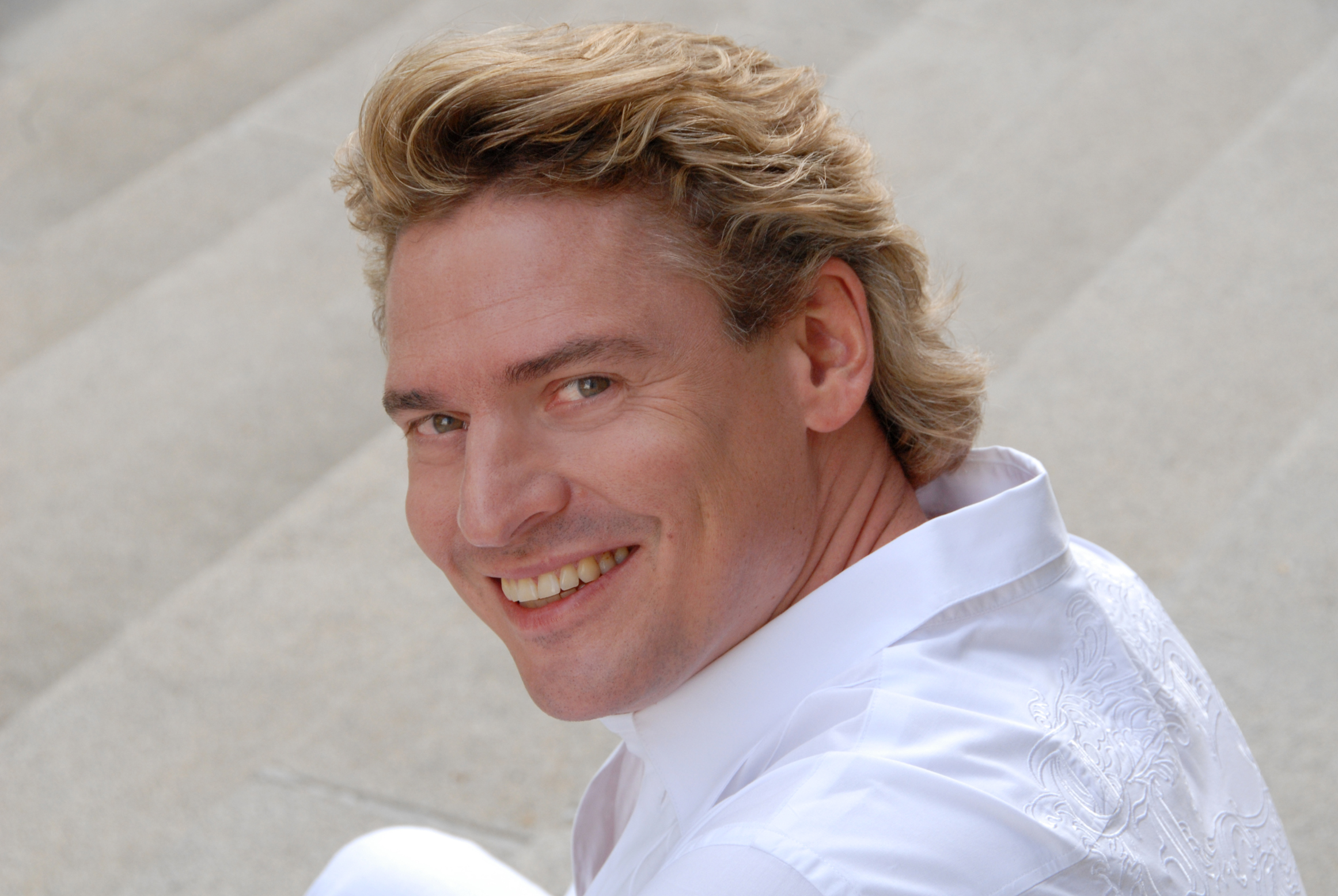
Paul Armin Edelmann (2009)

Paul Armin Edelmann (* 1968 in Wien) ist ein österreichischer Opernsänger in der Stimmlage Bariton.

## Leben und Karriere

### Familie und Ausbildung
Paul Armin Edelmann ist der jüngere Sohn des österreichischen Opernsängers Otto Edelmann; sein älterer Bruder Peter Edelmann ist ebenfalls Opernsänger (Bariton). Paul Armin Edelmann war von 1978 bis 1982 Mitglied der Wiener Sängerknaben. Seine Gesangsausbildung erhielt er von 1987 bis 1992 an der Universität für Musik und darstellende Kunst Wien bei seinem Vater.

### Oper
Nach seiner Ausbildung war er von 1992 bis 1997 zunächst festes Ensemblemitglied am Theater Koblenz. Dort erarbeitete er sich nahezu dreißig Fachpartien aus dem Bereich Oper und Operette. 1996 wirkte er, gemeinsam mit seinem Bruder Peter Edelmann, bei den Seefestspielen Mörbisch mit. Er sang den Doktor Falke in der Operette Die Fledermaus; sein Bruder sang die Rolle des Eisenstein. 1998 kehrte er nach Wien zurück und arbeitet seitdem als freiberuflicher Sänger. Dort trat er an der Wiener Staatsoper (als Papageno in Die Zauberflöte 1998–2000) und an der Wiener Volksoper (Papageno, Doktor Falke in Die Fledermaus) auf.
1998 wirkte er bei den Schwetzinger Festspielen in der Uraufführung der Oper Luci mie traditrici/Die tödliche Blume von Salvatore Sciarrino mit. 2002 sang er am Stadttheater Klagenfurt die Rolle des Octave in der Operette Eva von Franz Lehár. Im Februar/März 2009 sang er die Titelrolle der Oper Don Giovanni am Opernhaus in Dublin bei der Opera Ireland.
Er gab Gastspiele am Teatro Real in Madrid (als Papageno), an der Komischen Oper in Berlin (als Fürst Ottokar in Der Freischütz) und am Théâtre Royal de la Monnaie in Brüssel (1999, als Doktor Malatesta in Don Pasquale). Außerdem gastierte er an der Oper Frankfurt (als Guglielmo), am Stadttheater St. Gallen (Dezember 2008, Debüt als Danilo in Die lustige Witwe), am Stadttheater Bern und an der Staatsoper Stuttgart (Saison 2010/11 als Eisenstein). In der Saison 2011/12 sang er dort erneut die Partie des Eisenstein. 2012 war er an der Opéra National du Rhin als Papageno in Die Zauberflöte zu sehen; 2013 und 2014 sang er diese Partie auch bei den Bregenzer Festspielen. Im Januar 2017 gastierte er in Peking am National Centre for the Performing Arts als Graf Danilo Danilowitsch in Die lustige Witwe.
Er hat sich mit den wichtigsten Mozartpartien (Don Giovanni, Guglielmo) seines Fachs bzw. im deutschen Kavaliersbaritonfach, sowie als Operettendarsteller international einen Namen gemacht.

### Konzert und Liederabende
Seit 2010 intensivierte er seine Konzerttätigkeit mit Gastspielen und Liederabenden an folgenden Bühnen: Wiener Konzerthaus, Wiener Musikverein, Philharmonie Berlin, Berwaldhalle Stockholm, Bronfman Auditorium Tel Aviv, Philharmonie Warschau, Festspielhaus Salzburg, Brucknerhaus Linz, Salzburger Mozarteum, Prinzregententheater München, Laeiszhalle Hamburg, Philharmonie Köln, Philharmonie am Gasteig München, Konzerthaus Dortmund, Philharmonie Luxembourg, Palau de la Música Valencia, Sankt Petersburger Philharmonie, Palacio de Bellas Artes in Mexico, Kurhaus Wiesbaden, Tonhalle Zürich, Kultur- und Kongresszentrum Luzern, Victoria Hall Genf, Rudolfinum Prag, Rheingau Musik Festival und Tschaikowsky-Konservatorium Moskau.
Teilweise trat er bei Liederabenden auch gemeinsam mit seinem Bruder auf. Neben dem Lied- und Opernrepertoire singt Edelmann dort auch Operette und interpretiert Wiener Lieder.

### Fernsehauftritte
Edelmann absolvierte auch mehrere Fernsehauftritte. 1998 sang er die Bariton-Partie in Joseph Haydns Oratorium Die Schöpfung bei einer Aufführung im Vatikan in Anwesenheit von Johannes Paul II; 2006 trat er mit den Wiener Philharmonikern nochmals im Vatikan auf (W. A. Mozart: Krönungsmesse). 2007, 2008 und 2011 sang er bei der Veranstaltung Christmas in Vienna im Wiener Konzerthaus an der Seite von Elīna Garanča, José Cura und Juan Diego Flórez.

### Tondokumente
2014 und 2015 erschienen seine Liedalben „Schumann – Selected Songs“ und „Die schöne Magelone“ begleitet von Charles Spencer. Im Herbst 2016 erschien das Album „Reger – Orchestral Songs“ begleitet von der Deutschen Staatsphilharmonie Rheinland-Pfalz beim Label Capriccio.